# إيان ميكيف
إيان ميكيف (بالإنجليزية: Ian Meckiff)‏ (و. 1935  م) هو لاعب كريكت أسترالي، ولد في Mentone, Victoria ‏.